# 短歌四季大賞
短歌四季大賞（たんかしきたいしょう）は、月刊誌『短歌四季』の出版元である東京四季出版が主催していた短歌賞。
俳句四季大賞とともに2001年に設立された。『短歌四季』が2004年12月号をもって終刊したことに伴い、2004年の第4回をもって終了。
前年に日本国内で出版された歌集が選考対象で、他社の類似した賞を受賞した歌集は原則として除外される。受賞者には賞状と賞金30万円が贈呈された。

## 受賞者一覧
- 第1回（2001年） 鈴木諄三 『海馬逍遥』（短歌新聞社）、山田富士郎 『羚羊譚』（雁書館）
- 第2回（2002年） 玉井清弘 『六白』（ながらみ書房）
- 第3回（2003年） 安田純生 『でで虫の歌』（青磁社）
- 第4回（2004年） 橋本喜典 『一己』（短歌新聞社）